# Советский (Выселковский район)
Советский — посёлок в Выселковском районе Краснодарского края. Входит в состав Газырского сельского поселения.

## География
Посёлок расположен примерно в 5 км от центра сельского поселения — посёлка Газырь. Численность населения составляет 314 человек (2010 год).
От посёлка проложены автодороги в сторону Газыря (где расположена ближайшая железнодорожная станция) и Алексеевской.
В уличную сеть посёлка входят:
- Молодёжная
- Мира
- Дорожная
- Центральная
- Красная
- Степная

Средняя температура января составляет +1 °C, июля — +25 °C.

## Инфраструктура, здравоохранение и администрация
В Советском работают магазин и фельдшерский пункт. Ближайшие школа, детский сад и больница расположены в соседнем посёлке Газырь.

## Население
| 2002 | 2010 |
| ---- | ---- |
| 391  | ↘314 |

## Транспорт
Через посёлок  проходит автобусный маршрут №106, связывающий его с другими населёнными пунктами Выселковского района. Обслуживание маршрута осуществляет индивидуальный предприниматель из п. Газырь. Автобусное сообщение действует с 1 сентября 2017 года. Кроме того, район обслуживается другими автобусными маршрутами, обеспечивающими транспортное сообщение с райцентром — станицей Выселки.
Помимо автобусного сообщения, посёлок имеет транспортную связь с другими населёнными пунктами района по автомобильным дорогам регионального или межмуниципального значения:
- автомобильная дорога регионального значения п. Газырь — п. Советский (идентификационный номер 03 ОП РЗ 03К-159);
- подъездная автомобильная дорога подъезд к п. Советский (идентификационный номер 03 ОП РЗ 03К-201)[5].

Железнодорожная станция Газырь, расположенная в одноимённом посёлке примерно в 6 километрах от Советского, обеспечивает доступ к железнодорожной сети региона.

## Достопримечательности
В посёлке Советский находится братская могила советских воинов, погибших в 1943 году в боях с фашистскими захватчиками. Памятник включён в федеральный каталог мемориальных объектов России.
В окрестностях посёлка на автомобильной дороге, ведущей в населённый пункт, установлена памятная стела «Поле памяти» с надписью «Вечная слава героям 1941–1945». Мемориал посвящён воинам Великой Отечественной войны.